# Resseliella salicicola
Resseliella salicicola är en tvåvingeart som beskrevs av Fedotova 2003. Resseliella salicicola ingår i släktet Resseliella och familjen gallmyggor. Inga underarter finns listade i Catalogue of Life.